# Itatí (departamento)
Itatí é um departamento da província de Corrientes. Possuía, em 2019, 10.132 habitantes.